# Synthesis Live (álbum)
Synthesis Live  es el segundo álbum en vivo de la banda de rock Evanescence, publicado el 14 de diciembre de 2018 fue grabado durante su gira mundial «Synthesis Live» en el Foxwoods Resort Casino ubicado en Ledyard (Connecticut).

## Antecedentes
La gira Synthesis Live fue anunciada por la banda el 14 de agosto de 2017. Estarían acompañados en el escenario por una orquesta de diferentes músicos de 28 miembros en cada ciudad, interpretando arreglos orquestales y electrónicos reelaborados de parte de su catálogo anterior, además de dos nuevas canciones de Synthesis. Para cada ciudad en la gira, la directora de orquesta, Susie Seiter, reunió una orquesta local. Con la compra de entradas para los conciertos, los asistentes recibieron una descarga gratuita del álbum junto con una descarga instantánea de la versión reelaborada de "Bring Me to Life" incluida en Synthesis. Para la etapa final de la gira norteamericana, la violinista Lindsey Stirling, quien participó en la canción "Hi-Lo" de Synthesis, co-encabezó el cartel junto con Evanescence, con ambos artistas alternándose en quién encabezaba el cartel cada noche.

## Lista de canciones
| Synthesis Live |                                           |                                               |          |  |
| N.º            | Título                                    | Escritor(es)                                  | Duración |  |
| 1.             | «Overture/Never Go Back»                  | Amy Lee, Balsamo, McCord, Hunt                | 6:03     |  |
| 2.             | «Lacrymosa»                               | Lee, Balmaso                                  | 3:40     |  |
| 3.             | «End Of The Dreams»                       | Evanescence, Hunt                             | 4:58     |  |
| 4.             | «My Heart Is Broken»                      | Lee, Balmaso, Tim McCord, Hunt, Zack Williams | 4:40     |  |
| 5.             | «Lithium»                                 | Lee                                           | 3:59     |  |
| 6.             | «Bring Me to Life»                        | Lee                                           | 3:59     |  |
| 7.             | «Unraveling (Interlude)/Imaginary»        | Lee, Moody                                    | 5:47     |  |
| 8.             | «Secret Door»                             | Evanescence, Hunt                             | 3:46     |  |
| 9.             | «Hi-Lo»                                   | Lee, Hunt                                     | 5:08     |  |
| 10.            | «Lost in Paradise»                        | Lee                                           | 4:48     |  |
| 11.            | «Your Star»                               | Lee, Balmaso                                  | 4:44     |  |
| 12.            | «My Immortal»                             | Lee, Moody, David Hodges                      | 4:47     |  |
| 13.            | «The Inbetween (Piano Solo)/Imperfection» | Evanescence                                   | 6:52     |  |
| 14.            | «Speak to Me»                             | Lee, Michael Wandmacher                       | 5:18     |  |
| 15.            | «Good Enough»                             | Lee                                           | 5:36     |  |
| 16.            | «Swimming Home»                           | Evanescence, Hunt                             | 3:47     |  |
| 1:15:14        |                                           |                                               |          |  |

## Músicos
Evanescence:
- Amy Lee – voz principal, piano, productora
- Tim McCord – Bajo, sintetizador
- Will Hunt – batería
- Troy McLawhorn – guitarra
- Jen Majura – guitarra, voz de respaldo

otros músicos
- David Campbell - arreglo de orquesta
- Susie Seiter- conductora de orquesta
- Steve Trudell - Contratista
- Dave Eggar - violinchelo

### Produccón
- Marty Postma - iluminación
- Cameron Kaiser, Lesley Dipietro, Mario Tirado, Ryan Harlacher - fotografía
- Mark Willett - ingeniero
- Gelfand, Rennert & Feldman LLP, Rick Mozenter, Robin Hellerman - gestiones
- Chris Allgood, Emily Lazar - masterización de audio
- Damian Taylor - mezclador
- Eddie Mapp - mezclador (Front Of House Mixer)
- Chris Bloch - mezclador de orquesta
- Ximena Pineda - productora asistente
- Wob Roberts - manager de producción
- Hilario Gonzalez - técnico de audio
- JC Tries - técnico de audio
- Marc Neidersburg - técnico de audio
- John Chiodo - técnico de iluminación
- Dustin Schaller - programador y técnico de audio
- Diony Sepulveda - responsable de la gira